# John W. Garrett (Diplomat)

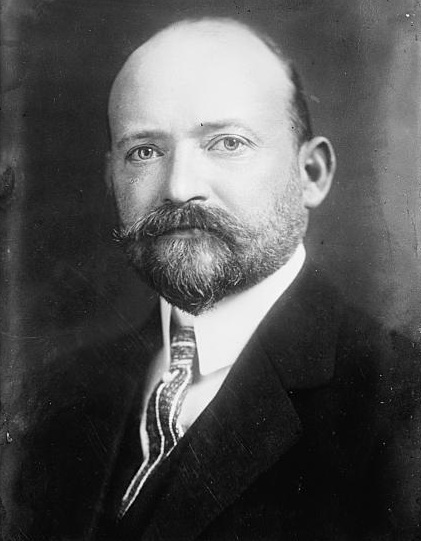
John Work Garrett (1920)

John Work Garrett (* 19. Mai 1872 in Baltimore County, Maryland; † 26. Juni 1942 in Baltimore, Maryland) war ein US-amerikanischer Diplomat, der unter anderem zwischen 1910 und 1911 Gesandter der Vereinigten Staaten in Venezuela, von 1911 bis 1913 Gesandter in Argentinien, zwischen 1917 und 1919 sowohl Gesandter in den Niederlanden und zugleich Gesandter in Luxemburg sowie von 1929 bis 1933 Botschafter der Vereinigten Staaten in Italien war.

## Leben

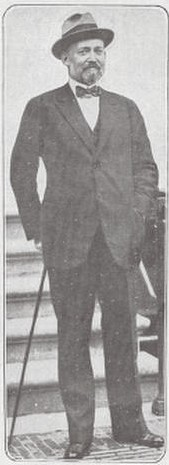
John Work Garrett als Gesandter in den Niederlanden (1918).

John Work Garrett war ein Sohn des Unternehmers Thomas Harrison Garrett (1849–1888) und dessen Ehefrau Alice Dickerson Whitridge Garrett (1851–1920) sowie der ältere Bruder von Horatio Whitridge Garrett (1873–1896) und Robert „Bob “S. Garrett (1875–1961), der unter anderem bei den Olympischen Sommerspielen 1896 die Goldmedaillen im Kugelstoßen sowie beim Diskuswurf gewann. Sein Großvater war der Bankier und Unternehmer John W. Garrett (1820–1884), der unter anderem zwischen 1858 und seinem Tode 1884 Präsident des Eisenbahnunternehmens Baltimore and Ohio Railroad war.
Er wuchs im Baltimore County auf und absolvierte ein Studium an der Princeton University, welches er 1895 mit einem Bachelor of Science (BS) beendete. 1898 war er Delegierter für Maryland bei der Nationalen Bewässerungskonferenz in Cheyenne. Nachdem er einige Jahre in der Bank der Familie tätig gewesen war, trat er 1901 als Foreign Service Officer in den diplomatischen Dienst des Außenministeriums ein und war zunächst Legationssekretär an der Gesandtschaft in den Niederlanden sowie 1902 Sekretär der US-amerikanisch-russischen Siegelschiedsverfahren in Den Haag. Im Anschluss war er 1903 Legationssekretär an der Gesandtschaft in den Niederlanden und in Luxemburg sowie zwischen 1903 und 1904 Sekretär des Schiedsgerichts der venezolanischen Vorzugsbehandlungfälle in Den Haag. Daneben war er am 21. Dezember 1904 Delegierter auf der Krankenhausschiffkonferenz in Den Haag, die in Ergänzung zu den Haager Friedenskonferenzen zur Unterzeichnung des Haager Übereinkommens über Krankenhausschiffe führte. Während seiner Tätigkeit in Den Haag fungierte er elf Mal als Geschäftsträger (Chargé d’Affaires) der Gesandtschaft in den Niederlanden sowie sieben Mal der Gesandtschaft in Luxemburg. Er wechselte daraufhin von 1905 bis 1908 als Zweiter Sekretär an die Botschaft im Deutschen Kaiserreich und bekleidete in dieser Zeit drei Mal die Position als Geschäftsträger der Botschaft. Während dieser Zeit war er 1906 erneut Delegierter für Maryland bei der Nationalen Bewässerungskonferenz in Phoenix. 1908 wurde er Erster Sekretär an der Botschaft im Königreich Italien und verblieb dort bis 1910, wobei er in dieser Zeit vier Mal als Geschäftsträger der Botschaft fungierte.

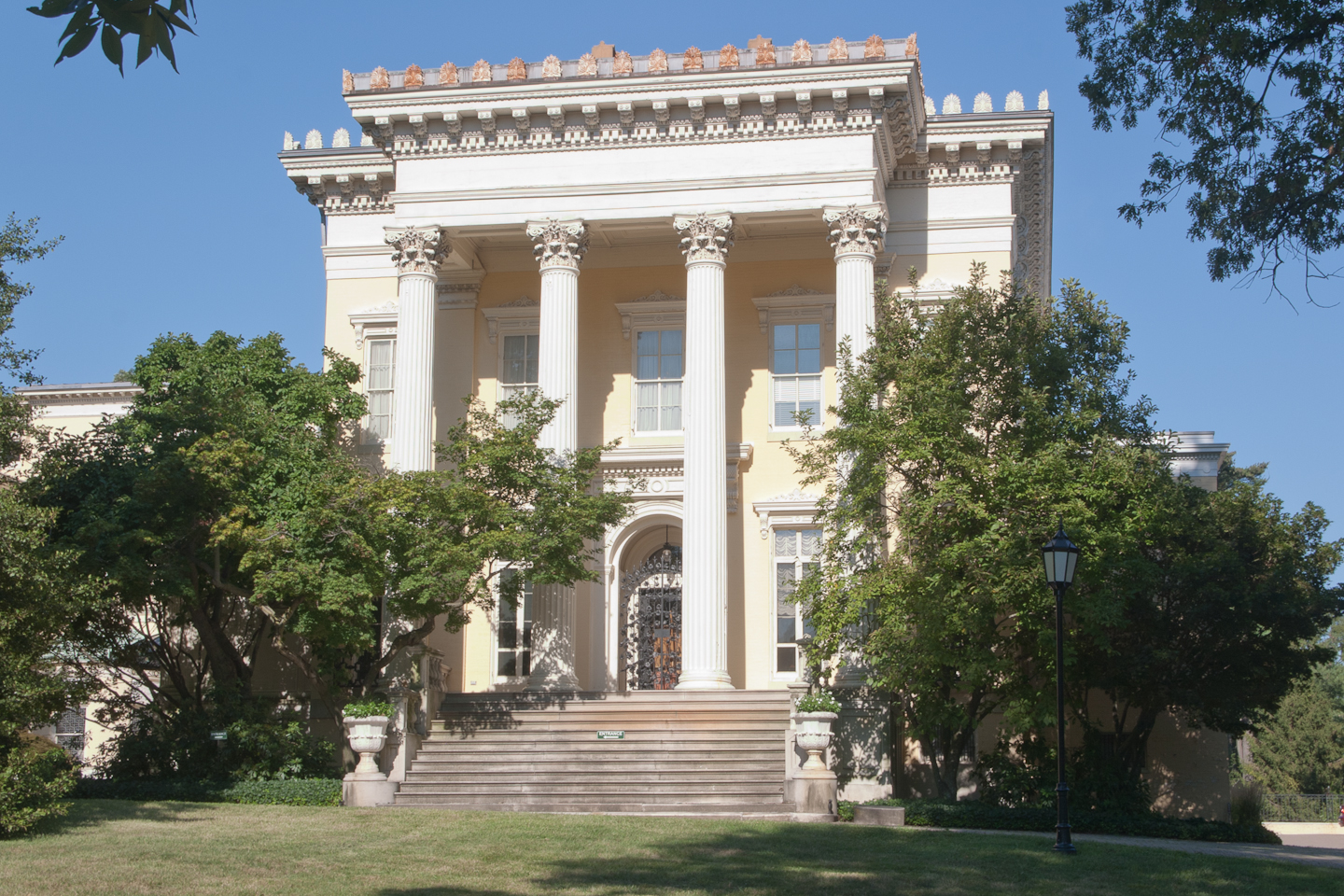
Garretts House „Evergreen Mansion“ in Baltimore enthielt auch eine umfangreiche private Bibliothek.

Am 15. Dezember 1910 wurde Garrett zum Gesandten der Vereinigten Staaten in Venezuela ernannt und übergab dort am 30. März 1911 seine Akkreditierung als Nachfolger von William Worthington Russell. Er verblieb auf diesem Posten bis zum 21. Oktober 1911 und wurde daraufhin von Elliott Northcott abgelöst. Daraufhin erfolgte am 14. Dezember 1911 seine Ernennung zum Gesandten in Argentinien, wo er am 29. Februar 1912 als Nachfolger von Charles H. Sherrill sein Beglaubigungsschreiben überreichte. Er bekleidete dieses Amt bis zum 22. November 1913, woraufhin Frederic Jesup Stimson ihn ablöste.
John W. Garrett wurde am 23. August 1917 zum Gesandten in den Niederlanden ernannt, wo er am 11. Oktober 1917 als Nachfolger von Henry van Dyke seine Akkreditierung übergab. Er hatte diese Funktion bis zum 18. Juni 1919 inne und wurde im Anschluss von William Phillips abgelöst. In dieser Funktion war er zugleich vom 11. November 1917 bis zum 18. Juni 1919 auch als Gesandter in Luxemburg mit Amtssitz in Den Haag akkreditiert.
Garrett, der Mitglied der Republikanischen Partei war, war 1920 sowie 1924 Delegierter für Maryland auf der Republican National Convention. Er wurde am 11. September 1929 zum Botschafter der Vereinigten Staaten in Italien ernannt und überreichte dort am 20. November 1929 sein Beglaubigungsschreiben als Nachfolger von Henry P. Fletcher. Auf diesem diplomatischen Posten verblieb er bis zum 22. Mai 1933, woraufhin Breckinridge Long ihm nachfolgte.
Er heiratete am 24. Dezember 1908 in Washington, D.C. Alice Warder Garrett (1877–1952). Nach seinem Tode wurde er auf dem Green Mount Cemetery in Baltimore beigesetzt.

## Veröffentlichung
- Seventeenth century books relating to Maryland, 1939

## Hintergrundliteratur
- Benjamin Howell Griswold: John Work Garrett and his library at Evergreen house, 1944
- Elizabeth Baer: Seventeenth century Maryland. A bibliography, 1949